# Lewis R. Foster
Pour les articles homonymes, voir Foster.
Lewis R. Foster est un scénariste et réalisateur américain né le 5 août 1898 à Brookfield (Missouri, États-Unis) et mort le 10 juin 1974 à Tehachapi (États-Unis).

## Filmographie partielle

### Comme scénariste
- 1926 : Never Too Old
- 1926 : The Merry Widower de Richard Wallace
- 1929 : On n'a pas l'habitude (Unaccustomed as we are)
- 1930 : Broken Wedding Bells
- 1931 : Blondes Prefer Bonds
- 1931 : Poker Widows
- 1931 : Taxi Troubles
- 1931 : The Great Pie Mystery
- 1931 : One More Chance
- 1931 : The All-American Kickback
- 1931 : Half Holiday
- 1931 : The Pottsville Palooka
- 1932 : Dream House (en)
- 1932 : The Girl in the Tonneau
- 1932 : Shopping with Wifie
- 1932 : Billboard Girl (en)
- 1932 : Hypnotized
- 1933 : Cheating Blondes (en) de Joseph Levering
- 1934 : Eight Girls in a Boat (en) de  Richard Wallace
- 1935 : Stolen Harmony (en) d'Alfred L. Werker
- 1936 : La Brute magnifique ( Magnificent Brute) de John G. Blystone
- 1936 : Love Letters of a Star (en)
- 1937 : She's Dangerous (en)
- 1937 : Armored Car (en)
- 1938 : Sons of the Legion (en) de  James P. Hogan
- 1938 : Illegal Traffic (en) de  Louis King
- 1938 : Tom Sawyer détective (Tom Sawyer, Detective) de Louis King
- 1939 : Sudden Money (en) de  Nick Grinde
- 1939 : Some Like It Hot de George Archainbaud
- 1939 : Million Dollar Legs de Nick Grinde
- 1940 : The Farmer's Daughter (en) de James P. Hogan
- 1940 : Le Gant d'or (Golden Gloves) d'Edward Dmytryk et Felix E. Feist
- 1940 : Comin' Round the Mountain
- 1941 : Adventure in Washington (en) d'Alfred E. Green
- 1942 : Au coin de la Quarante-Quatrième rue (The Mayor of 44th Street) d'Alfred E. Green
- 1942 : I Live on Danger (en)
- 1943 : Plus on est de fous (The More the Merrier)
- 1943 : Alaska Highway (en)
- 1943 : Liens éternels ( Hers to Hold) de Frank Ryan
- 1944 : Caravane d'amour (Can't Help Singing) de Frank Ryan
- 1946 : Ne dites jamais adieu (Never Say Goodbye) de James V. Kern
- 1947 : Embrassons-nous (I Wonder Who's Kissing Her Now)
- 1949 : The Lucky Stiff (en)
- 1949 : El Paso, ville sans loi (El Paso)
- 1949 : Special Agent (en) de William C. Thomas
- 1949 : L'Homme au chewing-gum (Manhandled)
- 1950 : Captain China (en)
- 1950 : L'Aigle et le Vautour (The Eagle and the Hawk)
- 1951 : La Caravane des évadés (Passage West)
- 1951 : L'Or de la Nouvelle-Guinée (en) (Crosswinds)
- 1952 : The Blazing Forest (en) d'Edward Ludwig
- 1953 : Sous les tropiques (Tropic Zone)
- 1953 : Courrier pour la Jamaïque (en) (Jamaica Run)
- 1953 : The Vanquished (en) d'Edward Ludwig
- 1953 : Those Redheads from Seattle
- 1955 : Crashout (en)
- 1958 : Tonka

### Comme assistant réalisateur
- 1925 : Quelle vie ! (Isn't Life Terrible?) de Leo McCarey

### Comme réalisateur

#### Cinéma
- 1929 : Loud Soup
- 1929 : On n'a pas l'habitude (Unaccustomed As We Are)
- 1929 : Entre la chèvre et le chou (Angora Love)
- 1929 : Movie Night
- 1929 : Son Altesse Royale (Double Whoopee)
- 1929 : Laurel et Hardy en wagon-lit (Berth Marks)
- 1929 : La flotte est dans le lac (Men O'War)
- 1929 : Hotter Than Hot
- 1929 : Une saisie mouvementée (Bacon Grabbers)
- 1930 : The Sleeping Cutie
- 1930 : The Setting Son
- 1930 : Cash and Marry
- 1930 : Land of the Sky Blue Daughters
- 1930 : Men Without Skirts
- 1930 : Broken Wedding Bells
- 1930 : Pure et Simple
- 1930 : A Fall to Arms
- 1930 : Dizzy Dates
- 1930 : Knights Before Christmas
- 1930 : Too Hot to Handle
- 1931 : The Itching Hour
- 1931 : Dumbbells in Derbies
- 1931 : Lime Juice Nights
- 1931 : Second Hand Kisses
- 1931 : Blondes Prefer Bonds
- 1936 : Love Letters of a Star (en)
- 1937 : She's Dangerous
- 1937 : Armored Car
- 1937 : The Man Who Cried Wolf
- 1949 : The Lucky Stiff
- 1949 : El Paso, ville sans loi (El Paso)
- 1949 : L'Homme au chewing-gum (Manhandled)
- 1950 : Captain China (en)
- 1950 : L'Aigle et le Vautour (The Eagle and the Hawk)
- 1951 : Le Dernier Bastion (The Last Outpost)
- 1951 : La Caravane des évadés (Passage West)
- 1951 : L'Or de la Nouvelle-Guinée (en) (Crosswinds)
- 1952 : Hong Kong
- 1953 : Sous les tropiques (Tropic Zone)
- 1953 : Courrier pour la Jamaïque (en) (Jamaica Run)
- 1953 : Those Redheads from Seattle
- 1955 : Crashout (en)
- 1955 : Top of the World
- 1956 : Le Brave et le Téméraire
- 1956 : Guet-apens chez les Sioux (Dakota incident)
- 1958 : Signé Zorro (The Sign of Zorro)
- 1958 : Tonka

#### Télévision
- 1957 : The Saga of Andy Burnett
- 1957-1961 : Tales of Wells Fargo (série télévisée) (4 épisodes)
- 1960 : Daniel Boone (série télévisée)